# Paul Gottlob Kind
Paul Gottlob Kind (* 25. Januar 1822 in Chur; † 6. Januar 1893 in Mitlödi) war ein Schweizer reformierter Pfarrer.

## Leben
Paul Gottlob Kind war Sohn des Paulus Kind der Jüngere. Zuerst besuchte er fünf Jahre den Unterricht an der Stadtschule in Chur, anschliessend wurde er dort an einer Privatschule unterrichtet, später an der Bündner Kantonsschule und schliesslich an einem Gymnasium in Stuttgart. Sodann studierte er von 1838 bis 1840 an der Universität Tübingen Theologie. Die folgenden zwei Jahre studierte er an der Universität Halle. In Zuoz nahm man ihn 1844 in die evangelisch-rätische Synode auf.
Danach war Kind kurz in Paris als Latein- und Griechischlehrer tätig. Anschliessend unterrichtete er an einer Schule in Schiers. Zugleich wurde er in einer deutschsprachigen Gemeinde in London als Hilfspfarrer angestellt. Nachdem er dort die Stelle aufgegeben hatte, war er zunächst an der Stadtschule, später an der Kantonsschule in Chur als Religionslehrer tätig.
In Maladers war Kind seit 1849 als Pfarrverweser tätig, ein Jahr später berief man ihn als ersten Pfarrer an eine neu gegründete Gemeinde in Mailand. 1860  kehrte er in seine Heimat Graubünden zurück, um eine Pfarrstelle in Poschiavo zu übernehmen. In Schiers suchte der damalige Direktor der evangelischen Schule einen Nachfolger, und am 5. Januar 1863 wurde Paul Gottlob Kind mit 14 von 16 Stimmen in dieses Amt gewählt.
Im Juli 1863 übernahm dieses Amt, behielt es aber nur bis zum Jahr 1870. In dieser Zeit wurde er wegen seiner Religionszugehörigkeit häufiger unter Druck gesetzt; einen Austritt aus der Synode lehnte er aber ab. 1870 bemühte er sich um den Pfarrposten in Herisau, welchen man ihm auch gewährte. 1880 wurde er Schriftführer des Kirchenrates des Kantons Appenzell Innerrhoden. 1886 gab er die Pfarrstelle in Herisau auf und wurde in Davos als Pfarrer eingesetzt.
Die Pfarrstelle in Davos hielt Kind sieben Jahre bis zu seinem Tod inne. Er verstarb in Mitlödi während eines Besuchs seines Sohnes Paul Hieronymus Kind, dessen Mutter Barbara Adelheid von Salis war, am 6. Januar 1893.

## Werke
- Predigt über 2. Korinther 5,20.21. Abschiedspredigt gehalten den 4. Oktober 1846 in der deutschen Kirche in der Savoy in London (Basel 1847)
- „Die Liebe Christi dringet uns.“ Predigt gehalten vor der Evangelisch Rhätischen Synode in Malans, den 25. Juni 1848, über 2. Corinther 5,14 (Chur 1848)
- Die Stellung des Pfarrers in der Gemeinde. Antrittspredigt über 1. Kor. 3, 9, gehalten den 14. Mai 1871 (Herisau 1871)